# Jean Chambaz
Pour les articles homonymes, voir Chambaz.
Jean Chambaz, né le 30 mars 1953, est un professeur de biologie cellulaire et de médecine. Il a présidé l'université Pierre-et-Marie-Curie (UPMC) entre mars 2012 et décembre 2017 ; il préside ensuite Sorbonne Université, fruit de la fusion de l'UPMC et de l'université Paris-Sorbonne, du 1er janvier 2018 jusqu'en septembre 2021.

## Biographie
Jean Chambaz est le fils de Jacques Chambaz, professeur, député et membre du comité central et du bureau politique du Parti communiste français, et de Marcelle Chambaz née Kayser, institutrice spécialisée et rééducatrice psycho-pédagogique. Il est le frère de Bernard Chambaz, professeur et écrivain et d'Hélène Gispert, professeur d'université en histoire des mathématiques. Engagé dans l'Union des étudiants communistes et le Parti communiste français, il mène ses études de médecine à la Faculté Saint-Antoine où il obtient son doctorat de médecine en 1978, en suivant en parallèle des études de sciences. Il prépare une thèse d'Etat en science sous la direction de Gilbert Béréziat – à l'université Pierre-et-Marie-Curie en 1988.
Nommé maître de conférences des universités-praticien hospitalier (MCU-PH) de biologie cellulaire en 1985 puis professeur des universités-praticien hospitalier (PU-PH) en 1992 à la faculté Broussais Hôtel Dieu, il prend la direction du service de biochimie médicale de l'Hôtel Dieu en 1995, puis à partir de 2003 de celui de biochimie endocrinienne et oncologique de l'hôpital de la Pitié-Salpêtrière. En parallèle, il développe à partir de 1995-1997 son activité de recherche au sein du « centre biomédical des Cordeliers » dans l'unité INSERM U505 dont il est le directeur (1999-2008) et du laboratoire de Pharmacologie cellulaire et moléculaire de l'École pratique des hautes études (où il succède à Monique Adolphe et devient directeur d'études cumulant-non appointé). Directeur-adjoint du Centre de recherches des Cordeliers à partir de 2003, il devient membre du conseil scientifique de l'UPMC en 2006, puis son vice-président en 2008. En 2005, il fonde l'Institut de formation doctorale de l'UPMC et instaure la même année la cérémonie de remise du diplôme de docteur de l'UPMC,, cérémonie qui s'élargit à partir de 2011 à tous les docteurs des établissements de Sorbonne Universités. Il participe activement au niveau européen aux réflexions sur le doctorat, qui se concrétisent notamment par la création en 2008 du Council on Doctoral Education de l'Association des universités européennes dont il devient le premier président de 2008 à 2011.
À la suite de l'élection en tête de sa liste (à 56,6 % des voix) aux sièges (12 sur 14) des conseils centraux de l'UPMC le 19 janvier 2012, il est élu (par 15 votes contre trois et trois abstentions) à la présidence de l'université le 12 mars 2012, succédant au président intérimaire Maurice Renard, ayant assuré la transition de Jean-Charles Pomerol. Ses principaux objectifs de présidence sont l'intégration et le développement de l'université au sein du PRES Sorbonne Universités, la gestion locale de la loi LRU, des financements Idex et la recherche de mécénats externes, ainsi que le maintien de la non-sélection à l'entrée dans les premiers cycles (et sa suppression en médecine) et le développement de la double licence « majeure-mineure ».
Le 11 décembre 2017, il est élu président de Sorbonne Université, fonction qu'il exerce jusqu'en septembre 2021. Le 18 mai 2018 il est élu président de la LERU (League of European Research Universities).

## Apports scientifiques
Les principaux travaux de Jean Chambaz ont porté sur l'étude du métabolisme des acides gras au niveau hépatocytaire tout d'abord,, puis au niveau de leur absorption par la barrière intestinale ; en particulier par l'étude de la régulation des gènes et des protéines assurant cette fonction les apolipoprotéines (apolipoprotéine A, et apolipoprotéine E). Son équipe s'est également intéressée à l'étude des mécanismes de différenciation des entérocytes, les cellules de la barrière intestinale.